# 네노시로이시촌
네노시로이시촌(根白石村)은 일본 미야기현 미야기군에 설치되었던 촌이다.